# Radar de robot
Radar de robot (Radar le robot) is een stripalbum uit de reeks Robbedoes en Kwabbernoot. Het werd getekend en geschreven door André Franquin en Jijé. Het album werd voor het eerst uitgebracht in 1976 in de reeks jeugdzonden, in 1989 verscheen het als tweede buitenreeksalbum van de reeks Robbedoes en Kwabbernoot.
Radar de robot bundelt twee strips uit de beginperiode van Franquin als tekenaar van Robbedoes en Kwabbernoot: Robbedoes en het geprefabriceerde huis (1946) en Radar de robot (1947-1948). Jijé startte het verhaal Robbedoes en het geprefabriceerde huis, maar gaf in de loop van het verhaal de fakkel door aan Franquin. Beide verhalen verschenen voor het eerst in het stripalbum Robbedoes en Kwabbernoot, maar waren na die publicatie jarenlang niet meer in een album verschenen. De andere verhalen uit dat album verschenen in De erfenis. Daarnaast bevat Radar de robot ook nog het verhaal De kreeft, dat voor het eerst verscheen in de Spirou 1004, in 1957, en dus niet dateert uit de beginperiode van Franquin.
Het album bevat naast de drie stripverhalen ook nog wat uitleg over de twee eerste verhalen. Het geheel wordt wat opgevrolijkt door Guust Flater.
Het vervolg van Radar de robot, Robbedoes en de plannen van de robot, staat in 4 avonturen van Robbedoes en Kwabbernoot, nummer één van de reguliere reeks.

## Verhalen

### Robbedoes en het geprefabriceerde huis
Kwabbernoot gaat aan de slag als vertegenwoordiger in prefabwoningen. Na enkele mislukte pogingen, slaagt hij er samen met Robbedoes in om een woning op te zetten. Het huis met daarin Robbedoes en Kwabbernoot wordt echter meegesleurd met de zee en samen overleven ze het maar nipt.

### Radar de robot
Een dorp wordt onveilig gemaakt door een auto zonder chauffeur. Robbedoes achterhaalt dat een gekke geleerde de auto vanop afstand bestuurt. De man wil ook de aarde verbranden, maar zijn plannen blijken gebakken lucht. Zijn robot, Radar, is echter wel gevaarlijk en gaat achter Robbedoes en Kwabbernoot aan. Met een jeep kunnen ze hem in de rivier duwen. De robot maakt kortsluiting en zinkt.

### De kreeft
Robbedoes en Kwabbernoot gaan naar zee. Kwabbernoot ligt in de zon en smeert zich per ongeluk in met mayonaise in plaats van zonnebrandcrème. Kwabbernoot kan daarna niet lachen met enkele ongelukkig geplaatste woorden van Robbedoes.